# 所城镇 (蓝山县)
所城镇，是中华人民共和国湖南省永州市蓝山县下辖的一个乡镇级行政单位。

## 行政区划
所城镇下辖以下地区：
所城社区、大麻社区、山田村、廖家庄村、黄泥铺村、东山村、所城村、高良头村、枧下村、良村、长铺村、万年村、青布村、幼江村、团园村、岩口洞村、峡源村、大河边村、上洞村、军屯村、上尾菜村、三合村、联云村、林布村、东路村、坪源村、半山村和夏洞村。